# ニューニュー
ニューニューは、宮城県のTBS系列局・東北放送 (TBC) のマスコットキャラクターである。
デザイン担当は、アニメ「でこぼこフレンズ」「ぜんまいざむらい」(NHK)や花王の「ビオレママ」、コカコーラの「Qoo」などのキャラクターデザインでも知られるm&k。

## 概要
- 生まれ : 風にのせられて飛んできたので不明。
- 好きなもの : 新しいことと、柔らかくて甘いもの。
- 嫌いなもの : カミナリと石頭。
- 登場年 : 2001年（平成13年） … TBC設立50周年を記念して登場。
- 決まり文句 : 「I'm new one.」

頭には数字の1にも見える芽があり、新しいコトを察知すると頭の芽が「ニュー」と伸びる。頭にある芽が1の形をしているのは、TBCのアナログ親局およびガイドチャンネルおよびリモコンキーIDのチャンネルナンバーが1であることと関連している。
2020年10月より新キャラクターとしてモリーノが制定されるのに伴い、ニューニューは同年9月をもって退役した。